# Чёрный дрозд (фильм, 2012)
«Чёрный дрозд» (англ. Deadfall) — криминальный триллер с элементами драмы режиссёра Штефана Рузовицки по сценарию Зака Дина. 
Премьера состоялась 22 апреля 2012 года на Кинофестивале Трайбека. В России премьера фильма состоялась 13 декабря 2012 года.

## Сюжет
Брат и сестра Эддисон и Лайза, скрываясь с места ограбления казино, попадают в аварию. Эддисон был вынужден убить полицейского, патрулировавшего пустынную дорогу. Они решают разделиться и прорываться в направлении канадской границы. Надвигается сильная снежная буря. Тем же временем из тюрьмы досрочно освобождается бывший боксёр Джей. Он звонит домой, предупреждая родителей, что приедет на День благодарения. У него сложные отношения с отцом, но мать просит его забыть об обиде.
Первым делом Джей навещает своего бывшего тренера, который задолжал ему денег за последний бой. После случившейся стычки и драки Джей думает, что убил тренера ударом по голове, и скрывается с места преступления. По пути домой Джей случайно встречает замёрзшую Лайзу и помогает ей добраться до дома родителей. Лайза передаёт брату, где находится дом родителей Джея. Между ней и Джеем пробуждаются чувства. За участниками ограбления охотится полиция. Офицер Ханна узнает, что тренер Джея остался жив. Ханна, приглашённая на День благодарения, приезжает домой к родителям Джея. Здесь она встречает Эддисона, захватившего в заложники всех главных персонажей прямо за праздничным столом. Туда же прибывает шериф Бекер, отец Ханны. Эддисон расстреливает Бекера, но шериф остаётся жив. В результате схватки Лайза убивает Эддисона.

## В ролях
- Эрик Бана — Эддисон
- Оливия Уайлд — Лайза
- Чарли Ханнэм — Джей
- Крис Кристофферсон — Чет
- Сисси Спейсек — Джун
- Кейт Мара — Ханна[6]
- Трит Уильямс — Бекер[6]

## Интересные факты
- Рабочие названия фильма: «Kin» и «Blackbird».